# Helmut Kohl
Helmut Kohl (Ludwigshafen, 3. travnja 1930. — Ludwigshafen, 16. lipnja 2017.), bio je njemački političar.

## Životopis
Helmut Kohl rođen je 1930. godine kao treće dijete u obitelji malog poštanskog činovnika. Prema riječima njegove sestre od samog je početka bio snažno dijete sposobno da okupi sve ostale oko sebe. Oduvijek ga je zanimala politika. Kao tinejdžer oduševljavao se idejama Adenauera i želio postati njegovim tajnikom. Radio je kao glodač za "BASF", a potom se upisao na fakultet i počeo baviti politikom. 

## Politička karijera
S 30 godina izabran je u pokrajinski parlament (1959.). Godine 1969. postao je predsjednikom savezne pokrajine Porajnje-Falačka (Rheinland-Pfalz), a 1973. godine izabran je za predsjednika Kršćansko-demokratske unije (CDU). Stranku je vodio 25 godina sve do 1998. godine.
Godine 1982. imenovan je kancelarom Savezne Republike Njemačke, a 1989. godine pokrenuo je inicijativu za ujedinjenje dvije Njemačke. Srušio je zid kojem su mnogi proricali vijek dug barem stotinu godina. Berlin je postao otvoreni grad. Na dužnosti kancelara bio je punih 16 godina, a naslijedio ga je nakon izbornog poraza 1998. godine Gerhard Schröder (SPD).

## Odlikovanja
U razdoblju od 1973. do 2011. godine uručena su mu brojna međunarodna i njemačka odlikovanja i počasti.
Hrvatski predsjednik Stjepan Mesić 11. listopada 2006. godine odlikovao ga je hrvatskim odlikovanjem Velered kraljice Jelene s lentom i Danicom "za izniman doprinos u postupku međunarodnog priznanja Republike Hrvatske kao i nesebičnoj podršci na putu Hrvatske prema europskim integracijama, a u prigodi 15. obljetnice samostalnosti" Republike Hrvatske. Odlikovanje mu je uručeno 27. svibnja 2010. godine u Njemačkoj.

## Smrt
Umro je 16. lipnja 2017. godine u 87. godini života.

## Vanjske poveznice
|  | Zajednički poslužitelj ima stranicu o temi Helmut Kohl |